# Gyorskorcsolya a 2016. évi téli ifjúsági olimpiai játékokon
A 2016. évi téli ifjúsági olimpiai játékokon a gyorskorcsolya versenyszámait február 13. és 19. között rendezték a Hamar Olympic Hall-ban, Hamar városában.

## Részt vevő nemzetek
A versenyeken 20 nemzet 56 sportolója vett részt.
| Nemzetek               | Férfi indulók | Női indulók | Összesen |
| ---------------------- | ------------- | ----------- | -------- |
| Ausztria (AUT)         | 1             | 2           | 3        |
| Csehország (CZE)       |               | 1           | 1        |
| Dél-Korea (KOR)        | 2             | 2           | 4        |
| Egyesült Államok (USA) | 1             |             | 1        |
| Észtország (EST)       | 2             |             | 2        |
| Fehéroroszország (BLR) | 2             | 2           | 4        |
| Finnország (FIN)       | 2             |             | 2        |
| Hollandia (NED)        | 2             | 2           | 4        |
| Japán (JPN)            | 2             | 2           | 4        |
| Kanada (CAN)           | 1             |             | 1        |
| Kazahsztán (KAZ)       | 2             | 2           | 4        |
| Kína (CHN)             | 2             | 2           | 4        |
| Lengyelország (POL)    | 2             | 2           | 4        |
| Németország (GER)      | 2             | 2           | 4        |
| Norvégia (NOR)         | 2             | 1           | 3        |
| Olaszország (ITA)      | 1             | 2           | 3        |
| Oroszország (RUS)      | 2             | 2           | 4        |
| Románia (ROU)          |               | 1           | 1        |
| Svájc (SUI)            |               | 2           | 2        |
| Svédország (SWE)       |               | 1           | 1        |
| Összes sportoló        | 28            | 28          | 56       |

## Éremtáblázat
(A táblázatokban az egyes számoszlopok legmagasabb értéke, vagy értékei vastagítással kiemelve.)
| A 2016. évi téli ifjúsági olimpiai játékok éremtáblázata gyorskorcsolyában | A 2016. évi téli ifjúsági olimpiai játékok éremtáblázata gyorskorcsolyában | A 2016. évi téli ifjúsági olimpiai játékok éremtáblázata gyorskorcsolyában | A 2016. évi téli ifjúsági olimpiai játékok éremtáblázata gyorskorcsolyában | A 2016. évi téli ifjúsági olimpiai játékok éremtáblázata gyorskorcsolyában | Olimpia  |
| -------------------------------------------------------------------------- | -------------------------------------------------------------------------- | -------------------------------------------------------------------------- | -------------------------------------------------------------------------- | -------------------------------------------------------------------------- | -------- |
|                                                                            | Ország                                                                     | Arany                                                                      | Ezüst                                                                      | Bronz                                                                      | Összesen |
| 1.                                                                         | Dél-Korea (KOR)                                                            | 5                                                                          | 1                                                                          | 2                                                                          | 8        |
| 2.                                                                         | Kína (CHN)                                                                 | 1                                                                          | 3                                                                          | 1                                                                          | 5        |
|                                                                            |                                                                            |                                                                            |                                                                            |                                                                            |          |
| 3.                                                                         | Japán (JPN)                                                                | 0                                                                          | 2                                                                          | 0                                                                          | 2        |
|                                                                            |                                                                            |                                                                            |                                                                            |                                                                            |          |
| 4.                                                                         | Hollandia (NED)                                                            | 0                                                                          | 0                                                                          | 1                                                                          | 1        |
| 4.                                                                         | Norvégia (NOR)                                                             | 0                                                                          | 0                                                                          | 1                                                                          | 1        |
| 4.                                                                         | Olaszország (ITA)                                                          | 0                                                                          | 0                                                                          | 1                                                                          | 1        |
|                                                                            |                                                                            |                                                                            |                                                                            |                                                                            |          |
| Összesen                                                                   | Összesen                                                                   | 6                                                                          | 6                                                                          | 6                                                                          | 18       |

## Érmesek

### Fiú
| A 2016. évi téli ifjúsági olimpiai játékok érmesei fiú gyorskorcsolyábanban |                                |                                |                                   |                                   |                                       |                                       |
| Versenyszám                                                                 | Arany                          | Arany                          | Ezüst                             | Ezüst                             | Bronz                                 | Bronz                                 |
| 500 m                                                                       | Li Jan-zse · Kína (CHN)        | 71,95                          | Szakakibara Kazuki · Japán (JPN)  | 73,97                             | Cse Vungcsung · Dél-Korea (KOR)       | 74,13                                 |
| 1500 m                                                                      | Kim Min-seok · Dél-Korea (KOR) | 1:51,35                        | Daichi Horikawa · Japán (JPN)     | 1:52,96                           | Daan Baks · Hollandia (NED)           | 1:53,29                               |
| Tömegrajt                                                                   | Kim Min-seok · Dél-Korea (KOR) | Kim Min-seok · Dél-Korea (KOR) | Chung Jae-woong · Dél-Korea (KOR) | Chung Jae-woong · Dél-Korea (KOR) | Allan Dahl Johansson · Norvégia (NOR) | Allan Dahl Johansson · Norvégia (NOR) |

### Lány
| A 2016. évi téli ifjúsági olimpiai játékok érmesei lány gyorskorcsolyábanban |                               |                               |                      |                      |                                   |                               |
| Versenyszám                                                                  | Arany                         | Arany                         | Ezüst                | Ezüst                | Bronz                             | Bronz                         |
| 500 m                                                                        | Kim Minszun · Dél-Korea (KOR) | 78,66                         | Han Mej · Kína (CHN) | 79,44                | Li Hua-vej · Kína (CHN)           | 79,75                         |
| 1500 m                                                                       | Park Ji-woo · Dél-Korea (KOR) | 2:03,53                       | Han Mej · Kína (CHN) | 2:04,48              | Noemi Bonazza · Olaszország (ITA) | 2:05,49                       |
| Tömegrajt                                                                    | Park Ji-woo · Dél-Korea (KOR) | Park Ji-woo · Dél-Korea (KOR) | Han Mej · Kína (CHN) | Han Mej · Kína (CHN) | Kim Minszun · Dél-Korea (KOR)     | Kim Minszun · Dél-Korea (KOR) |

### Vegyes
| A 2016. évi téli ifjúsági olimpiai játékok érmesei vegyes gyorskorcsolyábanban | |         | |         | |         |
| Versenyszám                                                                    | Arany | Arany   | Ezüst | Ezüst   | Bronz | Bronz   |
| Csapat                                                                         | Noemi Bonazza · Olaszország (ITA) · Sumiya Buyantogtokh · Mongólia (MGL) · Chung Jae-woong · Dél-Korea (KOR) · Shen Hanyang · Kína (CHN) | 1:57,85 | Elisa Dul · Hollandia (NED) · Karolina Gasecka · Lengyelország (POL) · Austin Kleba · Egyesült Államok (USA) · Anvar Mukhamadeyev · Kazahsztán (KAZ) | 1:58,80 | Chiara Cristelli · Olaszország (ITA) · Mihaela Hogas · Románia (ROU) · Ole Jeske · Németország (GER) · Allan Dahl Johansson · Norvégia (NOR) | 1:58,87 |